# Топорищево (Вологодская область)
Топорищево — деревня в Шекснинском районе Вологодской области.
Входит в состав сельского поселения Сиземского, с точки зрения административно-территориального деления — в Сиземский сельсовет.
Расстояние до районного центра Шексны по автодороге — 37,4 км, до центра муниципального образования Чаромского по прямой — 6 км. Ближайшие населённые пункты — Ворново, Плосково, Дупельнево, Рамешка.
По данным переписи в 2002 году постоянного населения не было.